# Impatiens
Impatiens /ɪmˈpeɪʃəns/ là một chi gồm hơn 1.000 loài thực vật có hoa, phân bố rộng khắp Bắc Bán cầu và vùng nhiệt đới. Cùng với chi Hydrocera (một loài), Impatiens tạo nên họ Balsaminaceae.